# Melanargia goritiana
Melanargia goritiana är en fjärilsart som beskrevs av Hermann Stauder 1911. Melanargia goritiana ingår i släktet Melanargia och familjen praktfjärilar. Inga underarter finns listade i Catalogue of Life.